# Dương Vân Nga

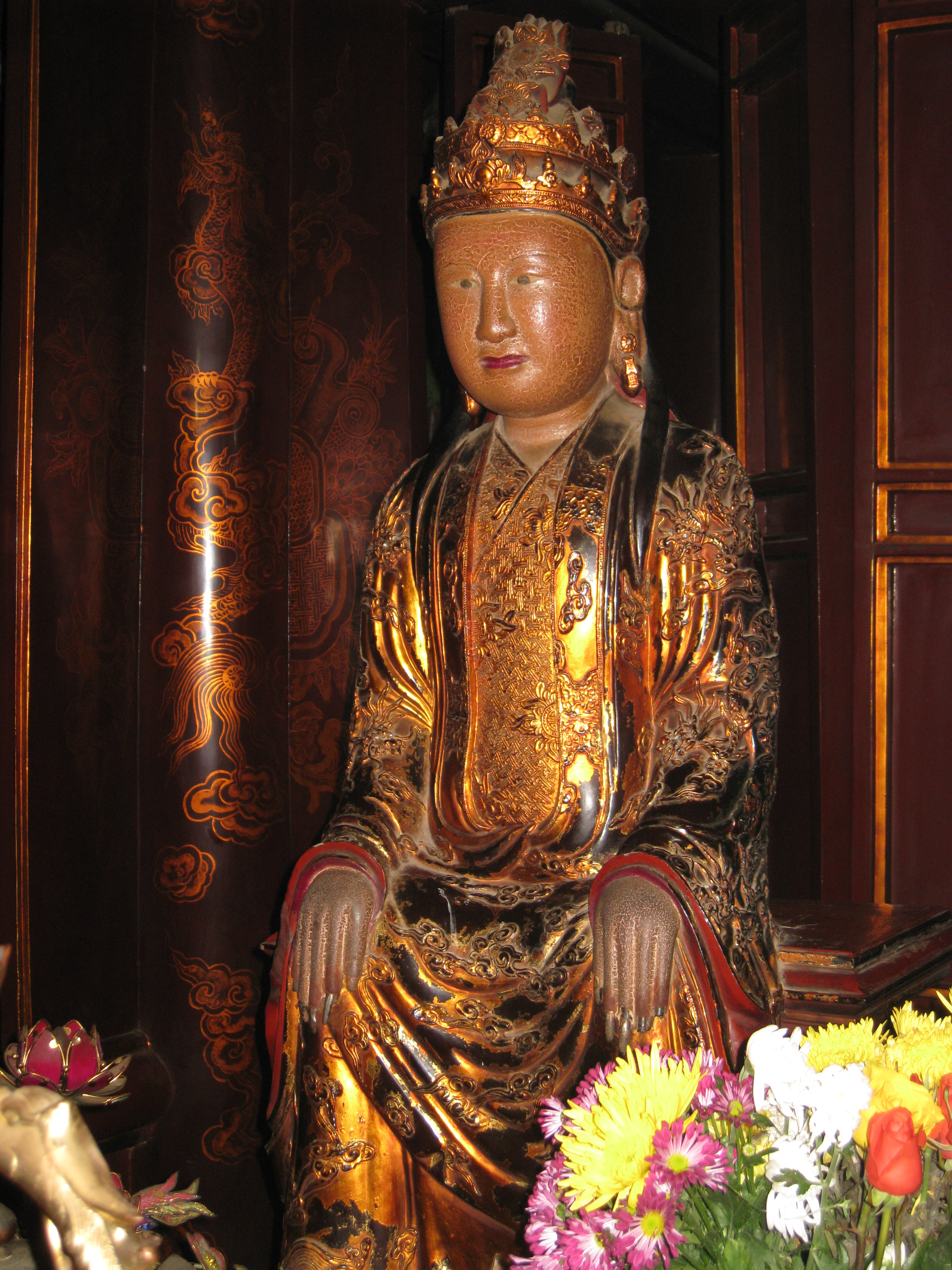
Statue der Dương Vân Nga in Hoa Lư

Dương Vân Nga († 1000; chữ Hán: 楊雲娥), Geburtsname möglicherweise Dương Ngọc Vân, tituliert Đại Thắng Minh (大勝明皇后), war eine vietnamesische Kaisergemahlin der Đinh- und Früheren Lê-Dynastie. Sie war zunächst eine der Ehefrauen des Kaisers Đinh Bộ Lĩnh, dann nach dessen Ermordung als Kaiserinmutter Regentin für ihren Sohn Đinh Toàn und schließlich – nach Absetzung des Letzteren – Ehefrau des neuen Kaisers Lê Hoàn. Während dieser Zeit beeinflusste sie maßgeblich die Politik am kaiserlichen Hof in Hoa Lư.

## Leben
Dương Vân Ngas Herkunft ist unsicher; aufgrund ihres Familiennamens wird eine Verwandtschaft mit den Machthabern Dương Đình Nghệ (regierte bis 937) und Dương Tam Kha (regierte 944–950) vermutet. Nach anderen Angaben war sie die Mutter des Kriegsherrn Ngô Nhật Khánh (eines Abkömmlings der Ngô-Dynastie), was allerdings eher unplausibel ist, da sie in diesem Fall noch im höheren Alter Kinder zur Welt gebracht hätte. Geboren wurde sie vermutlich in den 940er- oder 950er-Jahren. Traditionell gilt Nho Quan in der Provinz Ninh Bình als ihr Heimatort.
Im Jahr 968 (nach alternativer Datierung 966) ernannte sich Đinh Bộ Lĩnh zum Kaiser und machte Hoa Lư zur Hauptstadt. Wohl kurz darauf heiratete er Dương Vân Nga als eine von fünf gleichrangigen Ehefrauen, die 970 alle den Titel einer Kaiserin (hoàng hậu) erhielten. Ihr gemeinsamer Sohn Đinh Toàn wurde 974 geboren und war der zweite von insgesamt drei Söhnen des Kaisers. 978 ernannte Đinh Bộ Lĩnh den jüngsten Sohn Hạng Lang (noch ein Kleinkind) zum Thronfolger, der daraufhin ein Jahr danach vom bereits erwachsenen ältesten Sohn Đinh Liễn ermordet wurde. Wenige Monate später tötete der Höfling Đỗ Thích sowohl den Kaiser als auch den ältesten Sohn im Schlaf. Somit wurde der letzte verbliebene Sohn Đinh Toàn im Jahr 979 im Alter von etwa fünf Jahren zum Kaiser gekrönt, und seine Mutter Dương Vân Nga übernahm die Regentschaft. An ihrer Seite stand der Militärbefehlshaber Lê Hoàn, der nach einem kurzen Machtkampf den Kanzler Nguyễn Bặc und dessen Unterstützer beseitigte. Der exilierte Kriegsherr Ngô Nhật Khánh (nach einer Theorie ihr Sohn) versuchte mit Unterstützung des Champa-Reiches ebenfalls die Macht an sich zu reißen, ging jedoch samt seiner Flotte in einem Sturm unter.
Im Jahr darauf – also 980 – erreichten Nachrichten den Kaiserhof, dass Song-China eine Invasionsarmee gegen Vietnam aufstellte. Der General Phạm Cự Lạng stürmte daraufhin in den Palast und erklärte, dass die Truppen nicht bereit wären, für einen machtlosen Kindkaiser zu kämpfen. Dương Vân Nga übergab nun die kaiserlichen Insignien an Lê Hoàn, der somit selbst den Thron bestieg. Wenig später heirateten die beiden. Gemäß der späteren vietnamesischen Geschichtsschreibung hatte das Paar bereits zuvor während der Regentschaft eine Beziehung geführt und möglicherweise sogar schon zu Đinh Bộ Lĩnhs Lebzeiten eine Affäre gehabt. Nach einer darauf aufbauenden Theorie könnte Dương Vân Nga bei den Morden an der Đinh-Familie 979 im Hintergrund die Fäden gezogen haben – schließlich ging sie als Hauptnutznießerin daraus hervor und konnte so ihren Liebhaber an die Macht bringen. Dies ist allerdings reine Spekulation.
Lê Hoàn gelang es jedenfalls, die Song-Invasion abzuwehren und die Unabhängigkeit des Landes zu sichern. Er hatte zahlreiche Kinder; mit Dương Vân Nga aber nur die Tochter Lê Thị Phất Ngân. Diese heiratete später vermutlich Lý Thái Tổ, den Begründer der Lý-Dynastie, die nach dem baldigen Zusammenbruch der Früheren Lê (nach Lê Hoàns Tod 1005) im Jahr 1009 die Macht im Land übernahm.

## Verehrung und Bewertung
Als mächtige Frau, die mit zwei Kaisern und Dynastiegründern verheiratet war, wurde Dương Vân Nga bald nach ihrem Tod im Jahr 1000 große Verehrung zuteil. Sie galt als eine Nationalheldin, die sogar ihren eigenen Sohn entmachtete, um so das Land vor angreifenden Feinden zu retten. In Hoa Lư wurde ihr ein Tempel errichtet, in dem ihre Statue zwischen denen ihrer beiden Männer verehrt wurde.
In späteren Jahrhunderten wandelte sich dieses Bild grundlegend. Am Kaiserhof in Hanoi setzte sich eine streng konfuzianisch-orthodoxe Weltanschauung durch. Eine machtbewusst agierende und zudem mehrfach verheiratete Frau galt nun als abnormal und Widerspruch zur gegebenen Ordnung. Dương Vân Nga wurde daher als Ehebrecherin und Intrigantin angesehen und für das Ende der Đinh verantwortlich gemacht. Da Lê Hoàn sie im Anschluss zur Frau nahm, war durch ihre Unmoral auch seine Dynastie dem Untergang geweiht.
Ein kaiserlicher Beamter reiste daher im 15. Jahrhundert mit einem Boot nach Hoa Lư und ließ dort die Statue der – vom Volk immer noch sehr verehrten – Dương Vân Nga aus ihrem Tempel entfernen und den Schrein zerstören. Auf dem Rückweg schleppte er die Statue an einem Seil hinter dem Boot her, um sie so symbolisch für ihre Sünden zu ertränken. Bald nach Erreichen der Hauptstadt starb er angeblich unter großen Schmerzen eines plötzlichen Todes – gemäß Volksglauben die Strafe ihres Geistes für die Entweihung des Schreines. Die Verehrung konnte somit fortgesetzt werden. Heute befindet sich ihre Statue an der Seite ihres zweiten Mannes und dessen Söhnen im Lê-Hoàn-Tempel in Hoa Lư.